# Strada provinciale 31 Colunga
La strada provinciale 31 Colunga è una strada provinciale italiana della città metropolitana di Bologna. Costituisce un tratto dei cosiddetti Stradelli Guelfi, che già secoli fa univano Bologna alla Romagna (entrambi possedimenti pontifici). In tempi più recenti essi sono invece diventati famosi come percorso alternativo all'autostrada per raggiungere la Riviera nei giorni di intenso traffico.

## Percorso
Comincia a Caselle (comune di San Lazzaro di Savena) presso lo svincolo dell'A14 Bologna San Lazzaro, in prosecuzione delle cittadine vie "Giuseppe Rivani" e "degli Stradelli Guelfi". Viaggia verso ovest e, per buona parte del tragitto, parallelamente all'A14. A Borgatella supera l'Idice. Serve la frazione di Colunga che le dà il nome per poi passare nel comune di Ozzano dell'Emilia, dove attraversa il Quaderna a Ponte Rizzoli. Incontra altre piccole località come San Lorenzo e Poggio Grande (Castel San Pietro Terme), Poggio Piccolo e Picchio (Castel Guelfo di Bologna). Infine si innesta sulla SP 51 a Via Larga.